# Underworld: Evolution
Underworld: Evolution es una película de 2006 dirigida por Len Wiseman, que narra los acontecimientos inmediatamente posteriores a la muerte de Viktor, rey de los vampiros, y la persecución de Selene y Michael, ahora convertido en el híbrido vampiro-licántropo. El despertar de Marcus, último de los tres grandes vampiros, desencadena la búsqueda de su hermano y primer hombre lobo: William Corvinus. Es la segunda película de la pentalogía de Underworld. 

## Argumento
Después de morir Viktor, a Selene no se le permite la entrada a la comunidad vampira. Cuando Viktor mató al licántropo que fabricaba las armas de Lucian, su sangre derramada llega hasta la tumba de Marcus, la cual inicia su despertar. Kraven intenta matar a Marcus, pero él ya está despierto y bebe de su sangre para adquirir sus recuerdos; en ellos ve cómo Selene mató a Viktor. Así que Marcus decide matar a Selene y Michael y también buscar las dos llaves para liberar de la prisión a su hermano William. 
Mientras tanto, Selene y Michael van a ver a Andreas Tannis, un vampiro que Selene había desterrado hace 300 años porque Viktor lo había descubierto diciendo mentiras maliciosas que probablemente eran ciertas. Andreas Tannis había sido el historiador de los aquelarres de la comunidad vampira y sabía mucho sobre el pasado de Viktor y Marcus. Selene le confiesa que había matado a Viktor.  Al principio Tannis no lo cree, porque para ella Viktor era como su verdadero padre, pero después él se entera de que ella había descubierto la verdad de que Viktor había matdo a su familia, ya que su verdadero padre sabía demasiado de la prisión donde estaba encerrado William, al ser él quien la había construido. El verdadero padre de Selene era un arquitecto húngaro que diseñó una fortaleza para Viktor, que en realidad fue la prisión para el encarcelamiento de William Corvinus, condenado a pasar la eternidad encerrado en esta prisión.
Cuando Viktor muere, Alexander Corvinus, que había permanecido escondido y limpiando el desorden de sus hijos, tomó su cadáver y le abre el pecho para extraer una de las llaves que abrirían la prisión de William. Selene y Michael van a ver a Alexander y le dan la segunda llave, que era el relicario de Sonja, la verdadera hija de Viktor. Marcus descubre que su padre tiene las dos llaves y va a buscarlo para quitárselas. Cuando lo consigue, lo mata, aunque en realidad Alexander pudo haber matado a Marcus, pero no lo hizo porque no quería matar a su hijo. Pero antes, luego de una violenta pelea, Marcus asesina a Michael y bebe de la sangre de Selene porque en sus recuerdos de niña se encontraba la ubicación de la prisión de William, que fue construida por su padre. Selene trata de resucitar a Michael en vano. Antes de morir Alexander, este le pide a Selene que beba de su propia sangre y su corazón esta latiendo, para que ella se convierta en el futuro de los vampiros. Marcus llegó hasta la tumba de William, la abrió y sacó de allí a su hermano. 
Selene se dirige con el equipo de soldados de Alexander y el cadáver de Michael a la fortaleza hecha por su padre para buscar a Marcus y William, donde inicia un tiroteo en el que Marcus y William empiezan a llevar la delantera, matando a los hombres de Corvinus. Sorpresivamente, la sangre que Selene le dio a Michael luego de haber muerto hace que este resucite y sane de sus heridas, y salta adentrándose en la fortaleza, para sorpresa de Selene y Marcus. Tras un feroz combate, Michael mata a William y Selene a Marcus. Selene y Michael se sorprenden al descubrir que los rayos solares no queman la piel de Selene, luego de haber bebido la sangre de Alexander Corvinus. Finalmente, Michael y Selene, conmovidos, se besan.
Esta película culmina sugiriendo una continuación de la historia para el futuro, en el cual Selene y Michael se prepararán para organizar y hermanar los dos clanes, Vampiros y Licántropos, y formar una nueva era para los inmortales donde la luz prevalezca sobre las tinieblas.

## Reparto
- Kate Beckinsale como Selene.
- Scott Speedman como Michael Corvin.
- Tony Curran como Marcus Corvinus.
- Derek Jacobi como Alexander Corvinus.
- Bill Nighy como Viktor.
- Shane Brolly como Kraven.
- Michael Sheen como Lucian.
- Zita Görög como Amelia.
- Scott McElroy como Soren.
- Steven Mackintosh como Andreas Tannis.
- Brian Steele como William Corvinus.
- Sophia Myles como Erika.
- John Mann como Samuel.

## Doblaje Latinoamericano
| Personaje          | Actor             | Actor de doble México (Hispanoamérica) |
| ------------------ | ----------------- | -------------------------------------- |
| Selene             | Kate Beckinsale   | Rommy Mendoza                          |
| Michael Corvin     | Scott Speedman    | Luis Daniel Ramírez                    |
| Marcus Corvinus    | Tony Curran       | Mario Castañeda                        |
| Alexander Corvinus | Derek Jacobi      | José Lavat                             |
| Viktor             | Bill Nighy        | Blas García                            |
| Andreas Tanis      | Steven Mackintosh | Ernesto Lezama                         |
| Kraven             | Shane Brolly      | Andrés Gutiérrez Coto                  |
| Amelia             | Zita Görög        | Gaby Willer                            |
| Samuel             | John Mann         | Raúl Anaya                             |

## Música

### Banda sonora
| N.º | Título                                                               | Artista             | Duración |  |
| 1.  | «The Undertaker» (Renholdër Mix)                                     | Puscifer            | 3:57     |  |
| 2.  | «Morning After» (Julien-K Remix)                                     | Chester Bennington  | 4:14     |  |
| 3.  | «Where Can I Stab Myself in the Ears?» (The Legion of Doom Remix)    | Hawthorne Heights   | 3:58     |  |
| 4.  | «To the End» (RnR Cheryl Mix)                                        | My Chemical Romance | 3:12     |  |
| 5.  | «Vermillion, Pt. 2» (Bloodstone Mix)                                 | Slipknot            | 3:39     |  |
| 6.  | «Burn» (Alleged Remix)                                               | Alkaline Trio       | 4:02     |  |
| 7.  | «The Last Sunrise» (Dusk Mix)                                        | Aiden               | 3:55     |  |
| 8.  | «Bite to Break Skin» (The Legion of Doom Remix)                      | Senses Fail         | 4:08     |  |
| 9.  | «Her Portrait in Black»                                              | Atreyu              | 4:02     |  |
| 10. | «Washing Away Me in the Tides»                                       | Trivium             | 3:47     |  |
| 11. | «Eternal Battle»                                                     | Mendozza            | 4:10     |  |
| 12. | «Our Truth»                                                          | Lacuna Coil         | 4:04     |  |
| 13. | «Cat People (Putting Out Fire)»                                      | Gosling             | 5:01     |  |
| 14. | «Why Are You Up»                                                     | Bobby Gold          | 3:10     |  |
| 15. | «Suicide»                                                            | Meat Beat Manifesto | 3:14     |  |
| 16. | «HW2» (Versión de «Halloween II», grabada originalmente por Samhain) | Cradle of Filth     | 3:38     |  |

### Música incidental
| N.º | Título                                                                                               | Duración |  |
| 1.  | «The Crawl»                                                                                          | 0:52     |  |
| 2.  | «Ol’ Timey Music»                                                                                    | 4:58     |  |
| 3.  | «William Captured»                                                                                   | 0:55     |  |
| 4.  | «Previously…»                                                                                        | 2:18     |  |
| 5.  | «Safehouse 2 Crypt»                                                                                  | 4:12     |  |
| 6.  | «Stay»                                                                                               | 0:55     |  |
| 7.  | «Corvin’s Cruisin’ Crypt»                                                                            | 3:11     |  |
| 8.  | «Morgue Medallion»                                                                                   | 2:43     |  |
| 9.  | «Mike to Tavern»                                                                                     | 1:30     |  |
| 10. | «Mikey Doesn’t Like It»                                                                              | 3:13     |  |
| 11. | «Cue de Cilantro»                                                                                    | 2:15     |  |
| 12. | «Trunkin’»                                                                                           | 2:38     |  |
| 13. | «Marcus Trumped»                                                                                     | 0:30     |  |
| 14. | «Marcus Hits Snooze»                                                                                 | 0:50     |  |
| 15. | «Beware of Dog»                                                                                      | 3:53     |  |
| 16. | «Shot Glass»                                                                                         | 1:53     |  |
| 17. | «Family Values»                                                                                      | 4:29     |  |
| 18. | «Marcus Taps Tannis»                                                                                 | 2:08     |  |
| 19. | «Patricide»                                                                                          | 4:15     |  |
| 20. | «Alexander Can Help»                                                                                 | 1:02     |  |
| 21. | «He Is My Sonshine»                                                                                  | 1:31     |  |
| 22. | «Heli – Ride»                                                                                        | 3:36     |  |
| 23. | «William’s Castle»                                                                                   | 2:54     |  |
| 24. | «Selene, Willie & Marcus»                                                                            | 3:36     |  |
| 25. | «Trying to Kill Will»                                                                                | 0:59     |  |
| 26. | «Kill Will 2»                                                                                        | 2:10     |  |
| 27. | «Marcus Trumped Again»                                                                               | 1:33     |  |
| 28. | «The Future»                                                                                         | 2:34     |  |
| 29. | «Something I Can Never Have» (interpretación de Flyleaf; versionado del original de Nine Inch Nails) | 4:57     |  |
| 30. | «EracTou» (interpretación de Cevin Key y Ken Marshall)                                               | 3:19     |  |